# Цхваричамиа
Цхваричамиа (груз. ცხვარიჭამია) — село в Грузии, на территории Мцхетского муниципалитета края (мхаре) Мцхета-Мтианети.

## География
Село находится в центральной части Грузии, на берегах реки Тезами (левый приток Арагви), на расстоянии приблизительно 14 километров (по прямой) к востоко-северо-востоку от города Мцхета, административного центра края и муниципалитета. Абсолютная высота — 1092 метра над уровнем моря.

## Население
По результатам официальной переписи населения 2014 года в Цхваричамиа проживало 57 человек (32 мужчины и 25 женщин). В национальной структуре населения грузины составляли 96,4 %, азербайджанцы — 1,8 %, армяне — 1,8 %.
| Год  | Население, человек |
| ---- | ------------------ |
| 2002 | 75                 |
| 2014 | ↘ 57               |